# Tasa (spinnen)
Tasa is een geslacht van spinnen uit de familie springspinnen (Salticidae).

## Soorten
De volgende soorten zijn bij het geslacht ingedeeld:
- Tasa davidi (Schenkel, 1963)
- Tasa nipponica Bohdanowicz & Prószyński, 1987